# Vekunta lineata
Vekunta lineata är en insektsart som beskrevs av Melichar 1914. Vekunta lineata ingår i släktet Vekunta och familjen Derbidae. Inga underarter finns listade i Catalogue of Life.